# Эпсилон-салон
Эпсилон-салон — самиздатский литературный альманах, выпускавшийся в 1985—1989 гг. в Москве Николаем Байтовым и Александром Барашом. Вышло 18 выпусков, каждый по 70-80 страниц, в машинописном исполнении, тиражом 9 экземпляров. По словам Николая Байтова,

Каждый выпуск планировался и создавался как некий литературный мета-объект, то есть в нем предполагалась (и заявлялась) внутренняя связность большая, чем это обычно бывает в журналах и альманахах. Создание такого рода связности являлось как бы художественным способом осмысления литературной ситуации (в рамках небольшой группы постоянных участников альманаха), — её различных граней, внутренней цельности и движения.

В альманахе публиковались стихи, проза, критические статьи авторов Москвы и Ленинграда, в том числе Виктора Кривулина, Льва Рубинштейна, Аркадия Бартова, Олега Дарка, Игоря Лёвшина, Тимура Кибирова, Сергея Гандлевского, Геннадия Кацова, Александра Платонова, Андрея Туркина и др. Эпизодически появлялись также переводы, статьи о музыке (Сергея Летова) и изобразительном искусстве. В ноябре 1988 г. один из выпусков был полностью посвящён творчеству Владимира Сорокина.
Как полагает критик Андрей Урицкий,

Самиздатовский альманах «Эпсилон-салон», чуть ли не единственное в столице издание такого типа, преодолевшее узкие рамки домашнего кружка. С альманахом был связан довольно широкий круг авторов, многие из которых сегодня более чем известны, но дело не в этом. Думаю, что не ошибусь утверждая существование явления, которое можно назвать прозой «Эпсилон-салона». Одним из главных факторов, определивших его специфические черты, было отталкивание от господствующей официальной эстетики. <…> «Эпсилон-салон» противопоставлял себя не только и даже не столько официозу, но нормативной эстетике вообще.

Издание альманаха прекратилось с эмиграцией Александра Бараша. «Эпсилон-салон» был наиболее представительным и долгоживущим проектом московского литературного самиздата 1980-х гг. На материалах альманаха были основаны прозаический сборник «Видимость нас» (составители Олег Дарк и Николай Байтов) и сборник драматургии «Язык и действие» (составители Николай Байтов и Игорь Лёвшин), изданные в 1991 г. и входящие в число первых значительных публикаций неподцензурной литературы.